# 瀨戶口站
瀨戶口站（日语：／ Setoguchi eki */?）是位於愛知縣瀨戶市東赤重町二丁目，愛知環狀鐵道的愛知環狀鐵道線車站。
早上和黃昏會設有前往名古屋站的直通列車，也會有臨時列車從此站出發，因此此站較多列車到發。

## 歷史

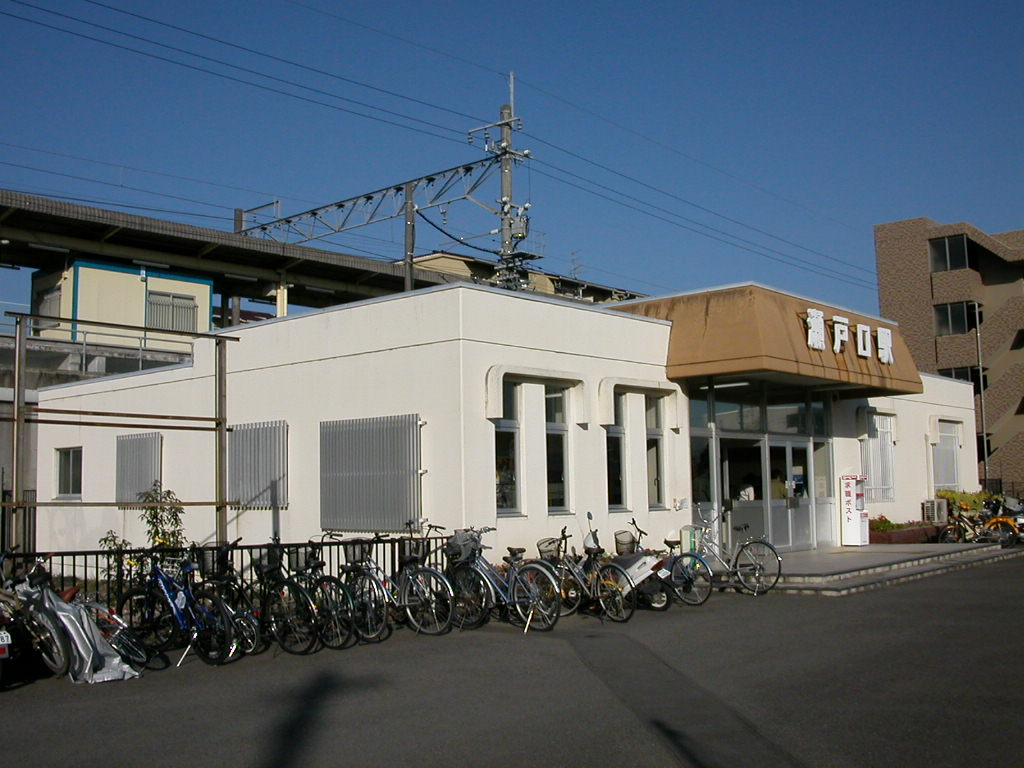
塗裝翻新前的車站大樓（2005年4月）

- 1988年（昭和63年）1月31日 - 愛知環狀鐵道新豐田至高藏寺之間開通，此站啟用。
- 1993年（平成5年）11月1日 - 設置自動售票機[1]。
- 2005年（平成17年）
  - 9月 - 車站大樓塗翻新裝塗完成。
  - 10月1日 - 開設來往名古屋站至瀨戶口站之間的直通通勤列車[1]。
- 2006年（平成18年）12月23日 - 設置瀨戶市社區巴士（日语：瀬戸市コミュニティバス）巴士站。
- 2009年（平成21年）1月26日 - 設置自動閘機（日语：自動改札機）[1]。
- 2019年（平成31年）3月2日 - 此站開始可以使用IC卡「TOICA」[2]。

## 車站構造
車站是一座高架車站，設有1面2線島式月台。月台可容納10卡車廂。車站南邊（山口站方向）由於為了運送愛知萬博的人士，因此建設了可容納10卡車廂的引上線，部分列車會駛入該處。此站設有列車夜間停泊。
另外，早上繁忙時間會有從此站出發前往名古屋的普通列車（直通至JR中央線），該列車以10卡編成運行，並且使用JR車輛。
在車站建設當初已經預留用地，使可容納2面4線的島式月台。但是由於列車班次較少，加上不需要進行待避，因此現時1面2線的用地變為住宅用地。
此站是整日有人車站，已經引入了自動閘機和設有無障礙設備的自動售票機。

### 月台
| 月台 | 路線            | 上下行 | 方向                                   | 月台可容納 |
| ---- | --------------- | ------ | -------------------------------------- | ---------- |
| 1    | ■愛知環狀鐵道線 | 上行   | 八草、岡崎方向                         | 10卡       |
| 2    | ■愛知環狀鐵道線 | 下行   | 瀨戶市、高藏寺、名古屋（經中央線）方向 | 10卡       |

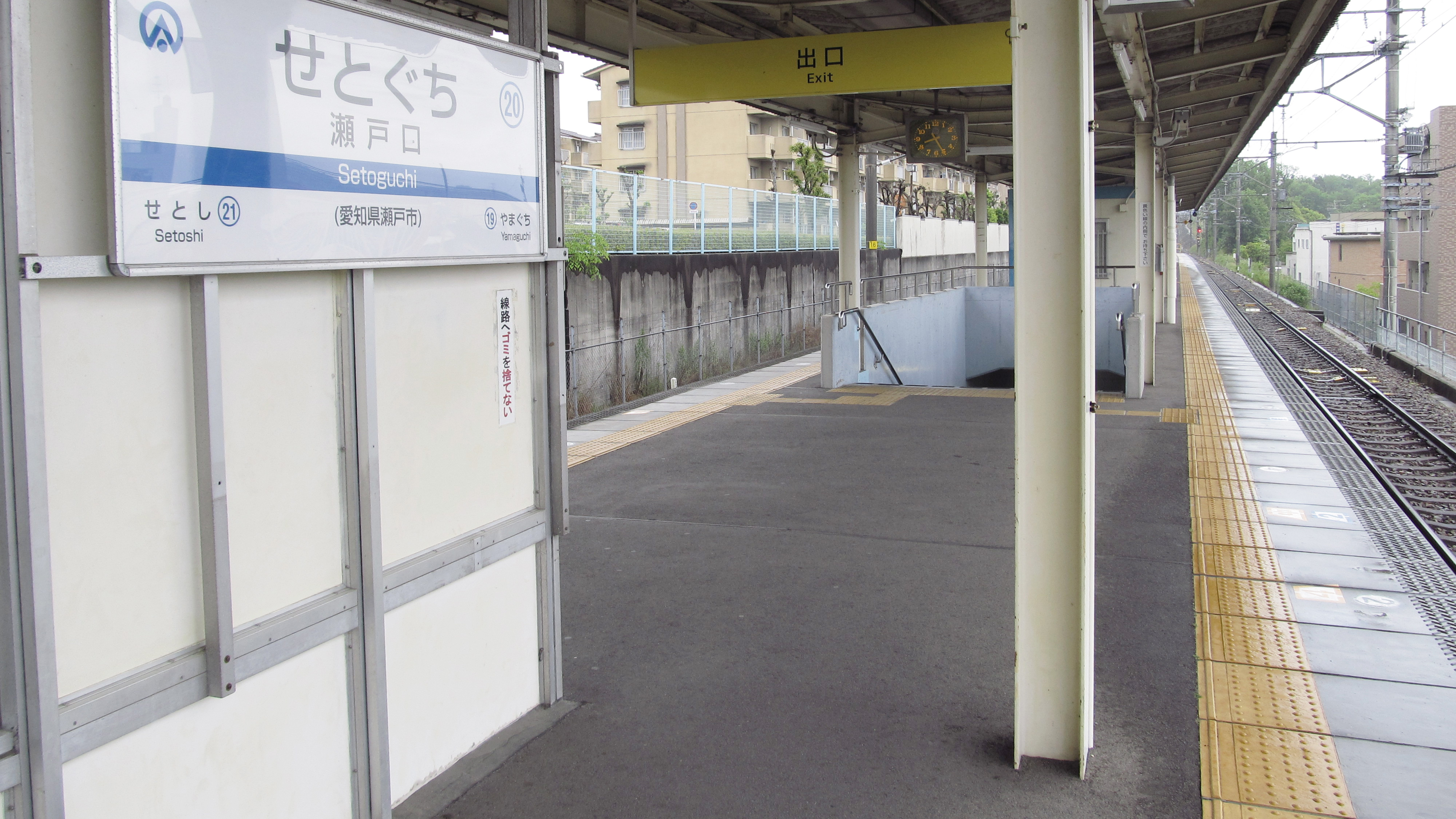
月台
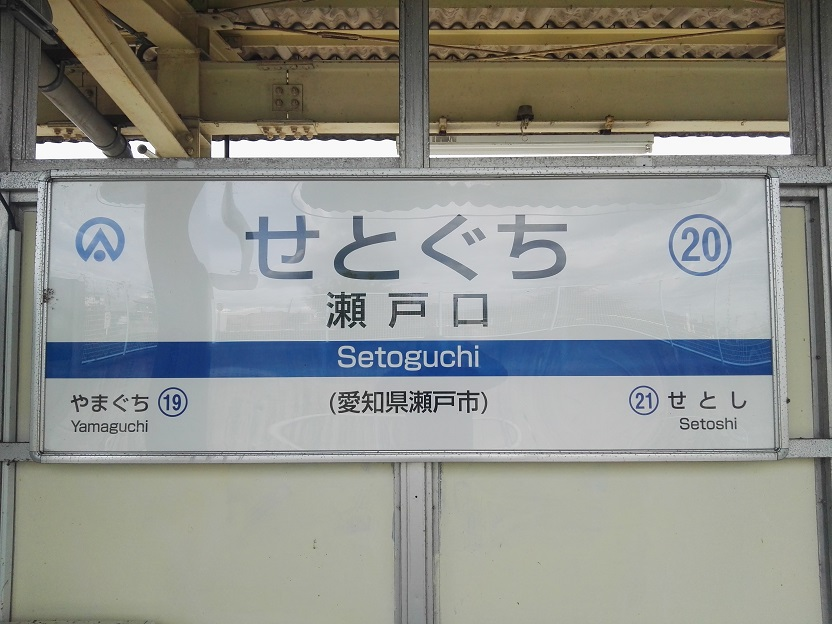
站名牌
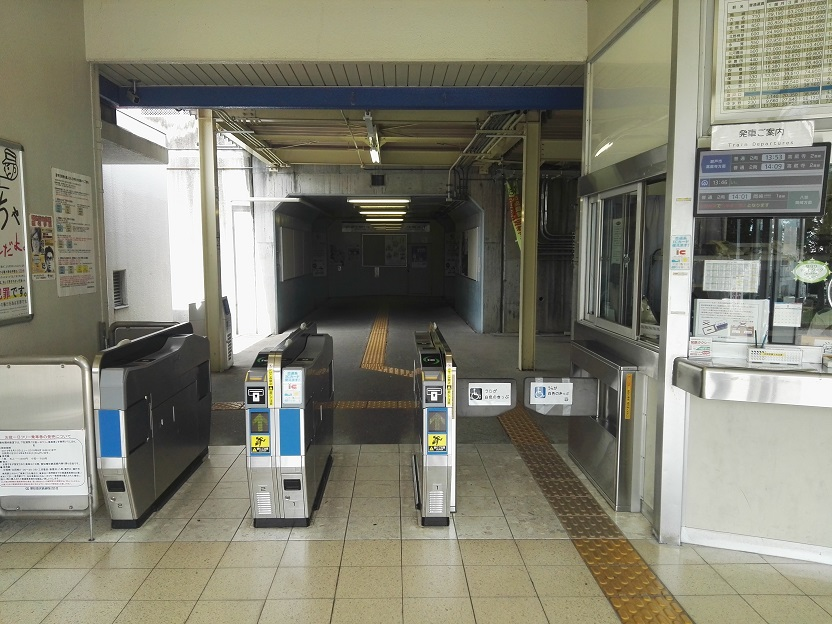
自動閘機

### 貨物站（計劃中止）
在國鐵時代此站曾計劃建設「瀨戶口貨物基地」，雖然已經取得用地，但是後來計劃中止。用地後來賣給愛知縣土地開發公社，收到的費用變為愛知環狀道線的建設費。

## 使用狀況
根據「瀨戶市統計書」和「移動等圓滑化取組報告書」，以下為1日平均乘車人次列表。
- 2002年度　1,297人
- 2003年度　1,389人
- 2004年度　1,421人
- 2005年度　1,815人（愛知萬博舉行當年）
- 2006年度　1,558人
- 2007年度　1,567人
- 2008年度　1,698人
- 2009年度　1,771人
- 2010年度　1,746人
- 2011年度　3,550人（上下車人次）
- 2012年度　3,527人（上下車人次）
- 2013年度　3,638人（上下車人次）
- 2014年度　3,539人（上下車人次）
- 2015年度　3,830人（上下車人次）
- 2016年度　3,915人（上下車人次）
- 2017年度　4,085人（上下車人次）
- 2018年度　4,175人（上下車人次）
- 2019年度　4,242人（上下車人次）
- 2020年度　3,437人（上下車人次）

## 車站周邊
車站周邊為住宅區。站前設有迴旋路和愛知縣道22號瀨戶環狀線。
- 瀨戶市政廳幡山分所
- 瀨戶市埋藏文化財中心
- 新鄉地區交流中心
- 瀨戶數位塔
- 瀨戶市數位研究園中心
- 愛知縣立瀨戶西高等學校（日语：愛知県立瀬戸西高等学校）
- 聖卡皮塔尼奧女子高等學校（日语：聖カピタニオ女子高等学校）
- 菱野團地
- 瀨戶信用金庫（日语：瀬戸信用金庫）綜合場
- JA愛知尾東（日语：あいち尾東農業協同組合）瀨戶分店
- 尾張東地方市場

## 巴士路線
瀨戶市社區巴士 瀨戶口站、瀨戶口站北出口
- 上之山線（毎日運行）
- 本地線（星期一、二、四、六行走）

名鐵巴士 瀨戶口町
- 基幹巴士 本地原線　〔35〕名鐵巴士中心 - 榮 - 引山 - 瀨戶口町 - 菱野團地

## 相鄰車站
愛知環狀鐵道
愛知環狀鐵道線
山口（19）－瀨戶口（20）－瀨戶市（21）

## 注腳
1. 1 2 3  《愛知環状鉄道の30年》年表，愛知環狀鐵道株式會社，2019年
2. ↑   (PDF) (新闻稿). 愛知環状鉄道. 2018-12-12  [2020-11-08]. （原始内容 (PDF)存档于2019-06-02） （日语）.
3. 1 2  《愛知環状鉄道の30年》61頁，愛知環狀鐵道株式會社，2019年
4. 1 2  《岡多線・瀬戸線工事誌（岡崎・高蔵寺間）》131-132頁 - 日本鐵道建設公團名古屋分社，1988年
5. ↑  瀬戸市統計書 （页面存档备份，存于）（日語） - 瀨戶市
6. ↑  移動等円滑化取組計画書・報告書 （页面存档备份，存于）（日語） - 愛知環狀鐵道

## 外部連結
- 瀨戶口站資訊 （页面存档备份，存于）（日語） - 愛知環狀鐵道